# Muhammad Ali Jinnah
Muhammad Ali Jinnah (urdu: محمد على جناح, ur. 25 grudnia 1876 w Karaczi w ówczesnych Indiach Brytyjskich, zm. 11 września 1948 tamże) – indyjski i pakistański polityk, z zawodu adwokat. Znany jest także jako Wielki Prowadzący (urdu: قائد اعظم - Kuaid-e-Azam) lub Ojciec Narodu (Baba-e-Kaum).

## Życiorys
Jego ojczystym językiem, tak jak Mahatmy Gandhiego, „ojca Indii”, był gudźarati. Ukończył Christian Society High School w Karaczi. W 1893 wyjechał do Londynu do pracy. W 1894 zaczął tam studia prawnicze. Miał 2 siostry: Fatimę Jinnah i Szirin Bai. Od 1897 odbywał praktykę adwokata w Bombaju. Od 1910 należał do Zgromadzenia Prawodawczego przy wicekrólu. Od 1913 do 1928 prowadził działania na rzecz współpracy między Indyjskim Kongresem Narodowym (INC, był również jego członkiem) a Ligą Muzułmańską (wstąpił do niej w 1913). 
Pakistański bohater narodowy. Przywódca muzułmanów w Indyjskim Kongresie Narodowym oraz długoletni przewodniczący Ligi Muzułmańskiej. W 1930 roku zerwał współpracę z Gandhim, oskarżając Indyjski Kongres Narodowy o prowadzenie polityki w duchu hinduskiego nacjonalizmu, i inspirując się myślą Muhammada Iqbala stworzył koncepcję utworzenia z północnych prowincji indyjskich oddzielnego państwa dla muzułmanów – Pakistanu. Projekt utworzenia Pakistanu jako osobnego państwa muzułmańskiego ogłosił w 1940 r. na posiedzeniu Ligi Muzułmańskiej w Lakhnau. 
Jinnah był jednym z głównych orędowników podziału Indii na dwa niezależne państwa - Indie i Pakistan. Reprezentował muzułmanów i poprzez skoncentrowane działania dążąc do tego, aby Liga Muzułmańska stała się jedynym reprezentantem interesów muzułmanów indyjskich, pomimo że sam nie był szczególnie praktykującym wyznawcą Allaha. 
W trakcie toczonych od 1946 r. pomiędzy Wielką Brytanią, Indyjskim Kongresem Narodowym i Ligą Muzułmańską negocjacji nad kształtem przyszłości Indii uparcie blokował wszystkie propozycje nieobejmujące powstania dwóch osobnych państw i stosował radykalne środki, m.in. w postaci Dnia Akcji Bezpośredniej, które doprowadziły ostatecznie do podziału dawnej kolonii. Po uchwaleniu przez brytyjski parlament niepodległości Indii i Pakistanu został pierwszym gubernatorem generalnym Pakistanu i był nim do swojej śmierci. 

## Upamiętnienie
Pisma Jinnaha znajdują się w Archiwum Narodowym w Islamabadzie i wpisane są na listę najważniejszych dokumentów świata przez UNESCO. Dzień jego narodzin jest świętem. 
Jego wizerunek został umieszczony na pakistańskich monetach obiegowych o nominale 1 rupii bitych (z przerwą w 2017 roku) w latach 1998-2021.

## dalsze informacje
- Busted: Myths About Quaid-e-Azam Jinnah Yasser Latif Hamdani, date=14 August 2021, Naya Duar
- Turkey's Mustafa Kamal vs Pakistan's Muhammed Ali Jinnah: Secularism Khan, Umair (historian). Author of SECULAR MUSLIM: Jinnah, His Politics And Pakistan